# Валтер IV фон Майзенбург
Валтер IV фон Майзенбург (на немски: Walter IV von Meisenburg; † 5 юни 1288 при Воринген, днес част от Кьолн) е господар на замък Майзенбург близо до Ренинген в региона на Щутгарт.

## Произход
Той е син Валтер III фон Майзенбург († 1294) и съпругата му Матилда (Маха) фон Мелиер († сл. 1281), незаконна дъщеря на Теобалд I де Мелиер († сл. 1271). Внук е на Валтер II фон Майзенбург († 1262) и Клариса фон Брух († сл. 1270). Правнук е (по друг източник син) на Еделинус/Аделин фон Майзенбург († сл. 1240) и съпругата му Емелина († сл. 1238).
Валтер IV фон Майзенбург е убит на 5 юни 1288 г. в битката при Воринген по време на наследствения конфликт за Лимбург.
Господарите фон Майзембург имат до края на 18 век права в Шьондорф на река Рувер в Рейнланд-Пфалц.

## Фамилия
Валтер IV фон Майзенбург се жени за Изабела де Ньофшател. Те имат децата:
- Ирменгард фон Майзенбург († 14 октомври 1324), омъжена I. за Симон де Монклер († 30 септември 1297 – 26 януари 1300), II. за Лудвиг I фон Киркел-Монклер († сл. 1311)
- Готфрид фон Майзенбург († 1309), женен I. сл. 9 март 1291 г. за Гебела фон Варсберг († сл. 1292), II. пр. 1306 г. за Юта фон дер Нойербург († сл. 1310) и има син:
  - Валтер V фон Майзенбург († 14 ноември 1367 – май 1372)

Валтер IV фон Майзенбург има незаконната дъщеря:
- Мехтхилд фон Майзенбург († сл. 1300), омъжена пр. 1286 г. за Йохан I фон Хайнсберг († сл. 1306), господар на Льовенберг, син на Хайнрих I фон Хайнсберг († 1259) и Агнес фон Клеве-Хайнсберг († 1267).[2]